# BARTS
BARTS acronimo di Barcelona Arts on Stage, già  Gran Teatre Espanyol o Teatre Espanyol, è un teatro di Barcellona ubicato in Avinguda del Paral·lel al numero 62. È stato in funzione dal 1892 al 1980 con diversi nomi, sia come teatro che come cinematografo. In seguito fu sede di una discoteca. Tra il 2010 e il 2012 tornò ad essere un teatro con il nome Artèria Paral·lel.

## Storia

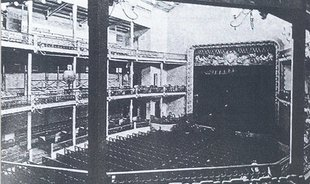
Sala del Teatre Espanyol nel 1909.

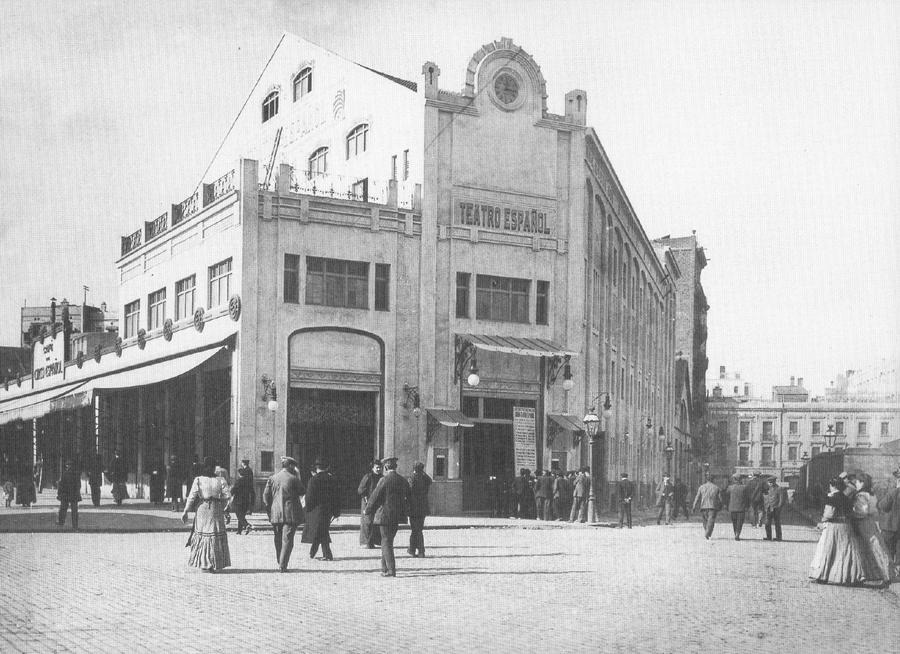
Come si presentava il teatro fino al 1912

La prima inaugurazione ebbe luogo il 16 aprile 1892 come Circo Español Modelo: fu il primo teatro dell'Avinguda del Paral·lel ed era adibito a spettacoli circensi messi in scena dalla Gran Compañía Ecuestre, Acróbata y Gimnástica, diretta da D. C. Llop, che era anche impresario del teatro. Già l'anno successivo fu ribattezzato Teatro Circo Español, diretto da Manuel Suñer che introdusse spettacoli teatrali veri e propri e la zarzuela, riscuotendo un grande successo. Vi recitò tra l'altro Enric Borràs, uno dei principali attori catalani della prima metà del Novecento. La struttura era di grandi dimensioni, in legno, simile a una baracca gigante; andò distrutta in un incendio il 21 maggio 1907.
Al suo posto venne costruito un nuovo edificio teatrale, il Gran Teatro Español, conosciuto anche più semplicemente come Teatro Español. Fu fatto realizzare dal proprietario del terreno, Josep Terrés, che affidò l'incarico all'architetto Melcior Viñals. Fu inaugurato il 27 novembre 1909 e ospitava spettacoli di vaudeville francese e di zarzuela e operava in stretta cooperazione con l'adiacente e popolare Café Español. Terminò la sua attività nel 1980, anno della chiusura.

## La riconversione
Al posto del teatro, sfruttandone la sala, fu installata la discoteca Studio 54, proprietà dell'impresario Matías Colsada, che voleva farne una replica dell'omonimo locale di New York. La discoteca funzionò per poco più di un decennio e fu demolita nel 1997.
Lo stabile fu quindi acquistato da Josep Maria Callís, proprietario dell'Hotel Auto Hogar, che tentò di realizzare un progetto di ristorante-spettacolo col nome di Scenic Barcelona. Il locale rimase aperto circa due anni e chiuse nel 2001 per gli scarsi risultati economici.
Si considerò l'ipotesi di riconvertire l'edificio in una casa di appuntamenti di grandi dimensioni, ma il progetto fallì a causa dell'opposizione degli abitanti della zona e della mancata concessione delle licenze amministrative. In seguito a questa vicenda, il teatro divenne di proprietà comunale.

## La rinascita come spazio teatrale
La municipalità affidò la gestione alla  Sociedad General de Autores y Editores che nel 2006 annunciò il proposito di trasformare la struttura in un centro culturale che avrebbe ospitato rappresentazioni teatrali, spettacoli musicali, corsi e laboratori di formazione, congressi e attività culturali in genere. Il nuovo spazio fu aperto nel 2010 con il nome di Artèria Paral·lel. La sala principale, coincidente con l'antica sala teatrale, è in grado di ospitare da 900 a 1500 posti a sedere, affiancato da una seconda sala da 130 posti e da alcune aule di capacità compresa tra le 30 e le 100 persone. Per l'inaugurazione venne messa in scena la riproposizione della Notte di San Giovanni, spettacolo musicale della compagnia Dagoll Dagom con musiche di Jaume Sisa.
Nel 2012 la gestione passò al gruppo TheProject, che cambiò il nome del teatro in quello attuale di BARTS, Barcelona Arts on Stage.